# Lev Kulesjov
Lev Vladimirovitj Kulesjov (russisk: Лев Владимирович Кулешов) (født 1. januar 1899 i Tambov i det Russiske Kejserrige, død 29. marts 1970 i Moskva i Sovjetunionen) var en sovjetisk filminstruktør, skuespiller og manuskriptforfatter.

## Filmografi
- Proekt inzjenera Prajta (Проект инженера Прайта, 1918)
- Na krasnom fronte (На красном фронте, 1920)
- De ekstraordinære eventyr af hr. West i bolsjevikkernes land (Необычайные приключения мистера Веста в стране Большевиков, 1924)[1][2]
- Dødsstråle (Луч смерти, 1925)[3][4]
- Ifølge loven (По закону, 1926)[5][6]
- Din ven (Ваша знакомая, 1927)[7][8]
- To-Buldi-to (Два-Бульди-два, 1929)[4]
- Vesjolaja kanarejka (Весёлая канарейка, 1929)
- 40 hjerter (Сорок сердец, 1931)
- Horisont (Горизонт, 1932)
- Stor Trøster (Великий утешитель, 1933)
- Dokhunda (Сибиряки, 1936)
- Sibirere (Сибиряки, 1940)
- Vi er fra Ural (Мы с Урала, 1944)